# Ефорт (Пенсилванија)
Ефорт (енгл. Effort) насељено је место без административног статуса у америчкој савезној држави Пенсилванија.

## Демографија
По попису из 2010. године број становника је 2.269.
| Група             | 2000.    | 2010.         |
| Белци             | 0 (0,0%) | 1.800 (79,3%) |
| Афроамериканци    | 0 (0,0%) | 150 (6,6%)    |
| Азијати           | 0 (0,0%) | 42 (1,9%)     |
| Хиспаноамериканци | 0 (0,0%) | 224 (9,9%)    |
| Укупно            | 0        | 2.269         |